# Andreas Brecke
Andreas Brecke (Fredrikstad, 14 de setembro de 1879 — Oslo, 13 de junho de 1952) foi um velejador norueguês, campeão olímpico. Ele competiu nos Jogos Olímpicos de Verão de 1912 e 1920 nas classes 6 Metre e 8 Metre. Conquistou a medalha de ouro em 1912 no Taifun ao lado de Thoralf Glad, Thomas Aass, Torleiv Corneliussen e Christian Jebe; em 1920, na disputa realizada segundo as regras de 1919 a bordo do Jo com Paal Kaasen e Ingolf Rød.